# John Attard-Montalto
Pour les articles homonymes, voir Attard et Montalto.
John Attard-Montalto, né le 7 février 1953 à Sliema, est un ancien député européen maltais élu pour la première fois lors des élections européennes de 2004. Issu du Parti travailliste (PL), il siège au sein du groupe de l'Alliance progressiste des socialistes et démocrates. Il est vice-président de la Délégation pour les relations avec les pays de l'Asie du Sud.
Il a été réélu lors des élections européennes de 2009.